# Sfax Ouest

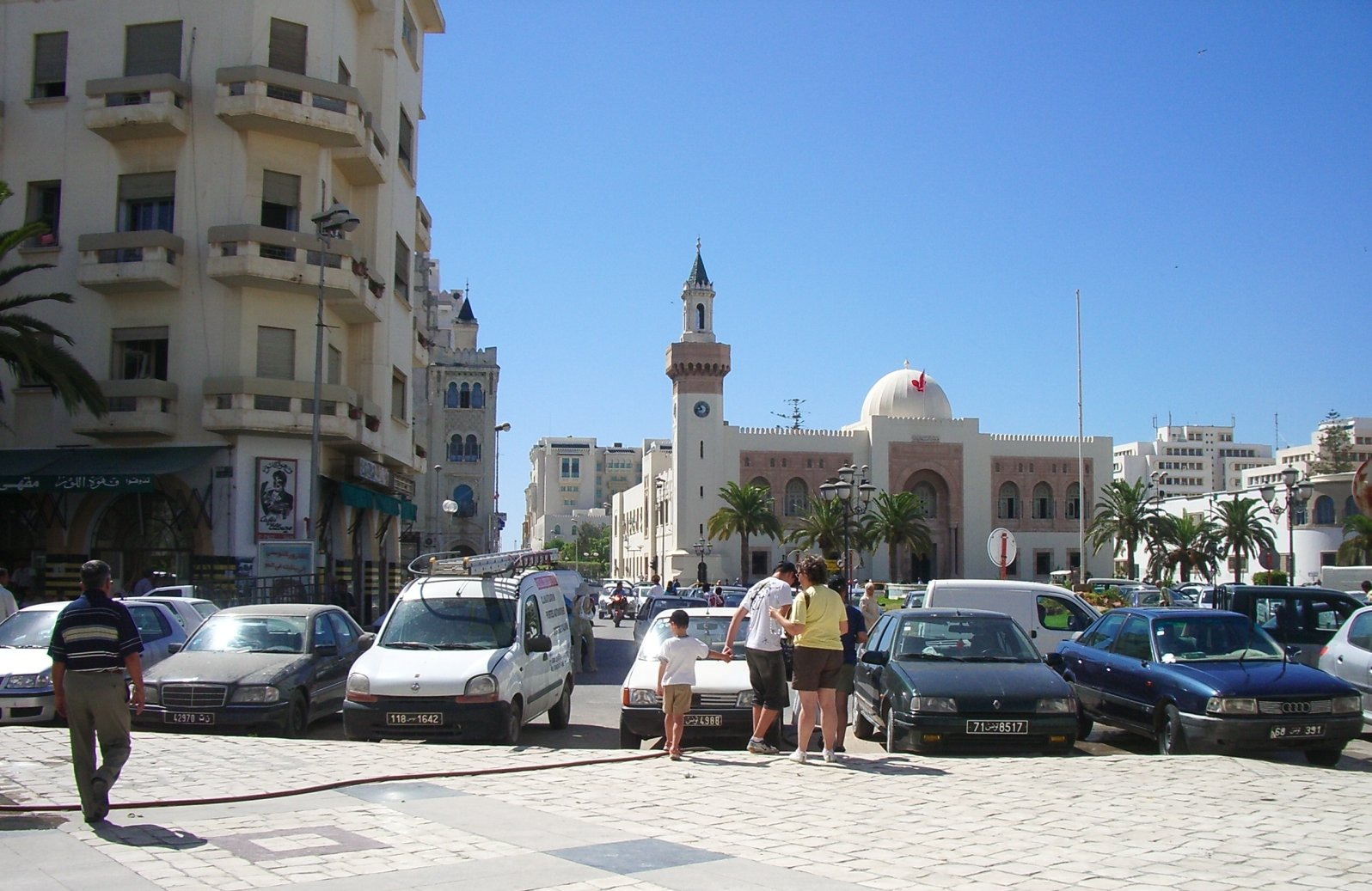
Sfax Ouest

La delegació o mutamadiyya de Sfax Ouest o Sfax Oest (àrab: معتمدية صفاقس الغربية, muʿtamadiyyat Safāqus al-Ḡarbiyya) és una delegació de Tunísia a la governació de Sfax, que abraça la part sud-oest de la ciutat de Sfax, que és el centre de la ciutat. La delegació té una població de 109.050 habitants.

## Economia
Les principals activitats en són els serveis, el comerç i els petits tallers.

## Administració
Com a delegació o mutamadiyya, duu el codi geogràfic 34 52 (ISO 3166-2:TN-12) i està dividida en set sectors o imades:
- Merkez Chaker (34 52 51)
- Cité El Habib (34 52 52)
- Soukra (34 52 53)
- El Alia (34 52 54)
- Oued Er-Rmel (34 52 55)
- El Houda (34 52 56)
- Cité El Bahri (34 52 57)

A nivell de municipalitats o baladiyyes, forma part de la municipalitat de Sfax (codi geogràfic 34 11).